# Lafuma
Lafuma è un marchio di abbigliamento per la pratica degli sport di montagna. Fondata nel 1930, a Anneyron, Drôme, nella regione Rodano-Alpi da Victor, Alfred e Gabriel Lafuma.

## Storia dell'azienda

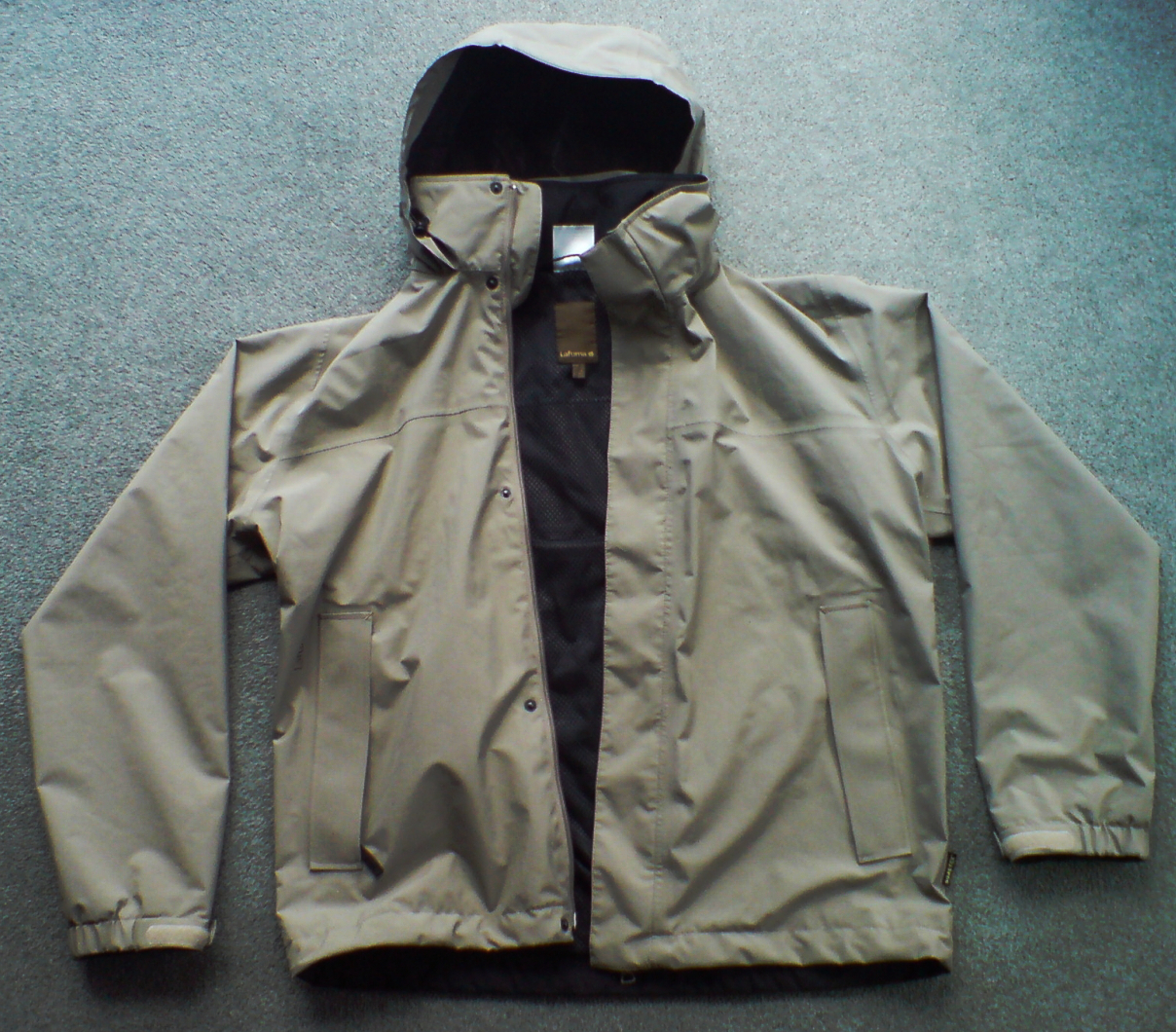
Esempio di giacca prodotto da Lafuma

Venne fondata nel 1930 dai tre fratelli Lafuma, Victor, Alfred e Gabriel, che si impegnarono inizialmente nella produzione di zaini. Nel 1936 inventarono un modello di zaino rinforzato che ampliò notevolmente il gruppo. Dopo aver prodotto per l'esercito francese prima della seconda guerra mondiale e, durante l'occupazione della Francia da parte della Germania nazista, per la Wehrmacht, solamente dopo la fine della guerra la produzione dell'azienda riprende. Nel 1954 Lafuma si espande nel settore dei mobili da campeggio.
Nel 1984 l'azienda fallisce, e viene rilevata da un nipote dei fondatori, Philippe Joffard. Come risultato, nel 1985 l'azienda si espande nel settore dei sacchi a pelo e nel 1986 sposta parte della sua produzione in Tunisia. Nel 1991 l'azienda lancia nuovi marchi di abbigliamento e nel 1992 apre nuovi impianti di produzione in Ungheria. Ciò consente la ripresa della produzione dei marchi Millet e Le Chameau nel 1995.
La società è stata lanciata sul mercato CAC Small 90 nel 1997, riducendo la partecipazione della famiglia ad una quota del 15%. Philippe Joffard rimane comunque presidente.
Nel 2004 la società ha acquistato il marchio jeans Ober e nel 2005 Oxbow. Nel 2006 ha iniziato un co-branding per l'abbigliamento invernale con Thierry Mugler. Dopo un anno difficile nel 2007 ha ripreso la produzione del marchio Eider, ma spostando la produzione da Éloise alle strutture d'oltremare.
Nel 2013, Philippe Joffard si è dimesso dalla sua posizione di amministratore delegato dell'azienda, e la famiglia ha ceduto la sua partecipazione del 15% al gruppo svizzero Calida, proprietario del marchio Aubade. Nel 2014, il gruppo Calida ha aumentato la sua quota nel capitale dal 50,6% al 60%.

### Oggigiorno
Il gruppo è ancora molto dipendente dal mercato interno francese, con il 60% del ricavo di gruppo generato dalle vendite francesi. I marchi del gruppo comprendono (con percentuali di vendita riportati):
- Lafuma (44.1%)
- Oxbow Surfwear (28.2%)
- Millet (16.3%)
- Le Chameau (11.4%)

Cifre dettagliate per la concessione del marchio Killy non vengono pubblicate. Il fatturato per prodotto è così ripartito:
- Abbigliamento (62,5%)
- Accessori e gli equipaggiamenti (12%) inclusi: zaini, sacchi a pelo, coperte, portamonete, corde da montagna, passeggini
- Scarponi e stivali (13,1%)
- Mobili da campeggio (12,4%) tra cui: sedie pieghevoli, sedie, tavoli

Il gruppo dispone di otto siti produttivi, in: Francia (4), Ungheria (1), Tunisia (1), Marocco (1) e Cina (1).